# Journal of Visual Impairment & Blindness
Journal of Visual Impairment & Blindness (skrót: J Vis Impair Blind lub JVIB) – amerykańskie czasopismo naukowe wydawane od 1977. Oficjalny organ American Foundation for the Blind (AFB). Miesięcznik.
Początki JVIB sięgają roku 1907, kiedy to ukazało się pierwsze wydanie czasopisma „Outlook for the Blind". W 1952 periodyk przemianowano na „The New Outlook for the Blind", a w 1976 – na „Journal of Visual Impairment & Blindness".
Tematyka pisma koncentruje się wokół funkcjonowania osób słabowidzących i niewidomych. Periodyk jest recenzowany i ma profil naukowo–praktyczny (adresowany jest zarówno do badaczy, jak i praktyków zajmujących się osobami z zaburzeniami widzenia). Ukazują się tu prace m.in. z zakresu: rehabilitacji wzroku, orientacji przestrzennej, a także edukacji oraz metod i narzędzi wsparcia osób słabowidzących i niewidomych. Redaktorem naczelnym JVIB jest Sandra Lewis (Florida State University, USA).
Pismo ma współczynnik wpływu impact factor (IF) wynoszący 0,627 (2018/2019). W międzynarodowym rankingu SCImago Journal Rank (SJR) mierzącym znaczenie poszczególnych czasopism naukowych „Journal of Visual Impairment & Blindness" zostało w 2018 sklasyfikowane na:
- 74. miejscu wśród czasopism okulistycznych[6] oraz
- 63. miejscu wśród czasopism z kategorii: rehabilitacja[7].

W polskich wykazach czasopism punktowanych przez Ministerstwo Nauki i Szkolnictwa Wyższego czasopismo otrzymało kolejno: 15-20 punktów (lata 2013-2016) oraz 70 pkt (2019).
Czasopismo jest indeksowane w Journal Citation Reports, Google Scholar oraz w Scopusie.